# جاي بي. إس. جاكسون
جاي بي. إس. جاكسون (بالإنجليزية: J. B. S. Jackson)‏ هو أمين متحف وجراح وطبيب أمريكي، ولد في 5 يونيو 1806 في بوسطن في الولايات المتحدة، وتوفي بنفس المكان في 6 يناير 1879 بسبب ذات الرئة.